# Crescas Vidal
Don Crescas Vidal de Perpignan est un rabbin du début du XIVe siècle.

## Éléments biographiques
Don Crescas Vidal est probablement natif d'Espagne, et n'emménage à Perpignan que peu de temps avant la controverse maïmonidienne. 
Sa propre position dans l'affaire était, comme celle de nombreux rabbins, neutre, malgré les efforts entrepris par son frère Bonafos Vidal et le rabbin Salomon ben Adret pour le faire entrer dans le camp anti-philosophique. Il est évident, au contraire, de la lettre qu'il leur a adressée, qu'il éprouvait une certaine sympathie pour le mouvement, bien que strictement « orthodoxe » lui-même. Il écrit que, bien que le Talmud doive être enseigné aux jeunes, il faudrait leur laisser une latitude totale quant à l'étude de la philosophie et des sciences. 
En conséquence, il prend clairement parti pour son ami Samuel Sulami, lorsque celui-ci héberge le philosophe excommunié Levi ben Abraham de Villefranche, bien que ce geste lui vaille les reproches du camp anti-philosophique. En ce qui concerne Levi ben Abraham lui-même, Crescas Vidal n'avait pas épousé sa cause ouvertement, mais ses lettres montrent la profonde sympathie qu'il éprouvait pour lui.

## Œuvres
On ne connaît aucune œuvre de Don Crescas Vidal, en dehors de ses pièces de correspondance, incluses dans le Minhat Kenaot d'Abba Mari.

## Source
Cet article contient des extraits de l'article « CRESCAS, (DON) VIDAL, OF PERPIGNAN » par Louis Ginzberg & A. Peiginsky de la Jewish Encyclopedia de 1901–1906 dont le contenu se trouve dans le domaine public.